# Puerto Quijarro
Puerto Quijarro ist eine Kleinstadt im Departamento Santa Cruz im Tiefland des südamerikanischen Anden-Staates Bolivien.

## Lage im Nahraum
Puerto Quijarro ist der zentrale Ort des Municipios Puerto Quijarro in der Provinz Germán Busch. Die Stadt liegt auf einer Höhe von 144 m am Südostrand der Laguna Cáceres, direkt an der brasilianischen Grenze gegenüber der Stadt Corumbá.
Im Norden der Stadt liegt der Puerto Aguirre, der einzige große bolivianische Hafen mit Zugang zu internationalen Märkten, über den ein bedeutender Teil der bolivianischen Exporte und Importe läuft.

## Geographie
Puerto Quijarro liegt im bolivianischen Teil des Pantanal, einem der größten Binnenland-Feuchtgebiete der Erde.
Die mittlere Durchschnittstemperatur der Region liegt bei etwa 26 °C (siehe Klimadiagramm Puerto Suárez) und schwankt nur unwesentlich zwischen 22 und 23 °C im Juni und Juli und 28 bis 29 °C von Oktober bis Februar. Der Jahresniederschlag beträgt knapp über 1000 mm, bei einer kurzen Trockenzeit im Juni und August mit Monatsniederschlägen unter 30 mm und einer Feuchtezeit von November bis März mit jeweils über 100 mm Monatsniederschlag.

## Verkehrsnetz
Puerto Quijarro liegt in einer Entfernung von 658 Straßenkilometern östlich der Departamento-Hauptstadt Santa Cruz.
Durch Puerto Quijarro führt die über 1500 Kilometer lange Nationalstraße Ruta 4, die ihren Anfang in Tambo Quemado an der chilenischen Grenze hat, in West-Ost-Richtung das gesamte Land durchquert und über Cochabamba, Santa Cruz und Puerto Suárez an Puerto Quijarro vorbei über die Grenze nach Corumbá führt.

## Häfen
Für das Binnenland Bolivien ist der Zugang zu den Ozeanen weit und teuer. Im Osten Boliviens gibt es mehrere Flusshäfen, die über den Río Paraguay mit dem Atlantischen Ozean verbunden sind. Zwei dieser wichtigen Häfen liegen am Rand von Puerto Quijarro: der Puerto Aguirre und der Puerto Jennefer.

## Bevölkerung
Die Einwohnerzahl der Ortschaft ist in den vergangenen beiden Jahrzehnten auf mehr als das Doppelte angestiegen:
| Jahr | Einwohner | Quelle       |
| ---- | --------- | ------------ |
| 1992 | 6 324     | Volkszählung |
| 2001 | 8 963     | Volkszählung |
| 2012 | 11 071    | Volkszählung |
| 2024 |           | Volkszählung |